# 拟流苏耳蕨
拟流苏耳蕨（学名：Polystichum subfimbriatum）为鳞毛蕨科耳蕨属下的一个种。

## 扩展阅读
- 維基物種上的相關：拟流苏耳蕨